# Media Oriented Systems Transport
Media Oriented Systems Transport ou MOST é uma rede de comunicação sobre um anel de fibra óptica utilizada na interligação de componentes multimédia em veículos automóveis.
A especificação da rede MOST foi elaborada por um consórcio alargado onde se encontram alguns dos maiores fabricantes de automóveis e de componentes electrónicos de veículos.